# Skaly Baranskogo
Die Skaly Baranskogo (Transkription von russisch Скалы Баранского) sind eine Gruppe von Felsvorsprüngen ostantarktischen Königin-Maud-Land. Sie ragen in der Payergruppe der Hoelfjella auf.
Russische Wissenschaftler benannten sie. Der weitere Benennungshintergrund ist nicht hinterlegt.